# Mendoncia glabra
Mendoncia glabra är en akantusväxtart som först beskrevs av Poeppig, och fick sitt nu gällande namn av Christian Gottfried Daniel Nees von Esenbeck. Mendoncia glabra ingår i släktet Mendoncia och familjen akantusväxter. Inga underarter finns listade i Catalogue of Life.